# B’z The Best „Pleasure II”
B’z The Best „Pleasure II” – siódma kompilacja japońskiego zespołu B’z, wydana 30 listopada 2005 roku. Album osiągnął 1 pozycję w rankingu Oricon i pozostał na liście przez 31 tygodni, sprzedał się w nakładzie 1 191 725 egzemplarzy. Zdobył status płyty Milion oraz nagrodę „Rockowy i Popowy Album Roku” podczas rozdania 20th Japan Gold Disc Award.

## Lista utworów
| Nr  | Tytuł | Czas |
| --- | --- | ---- |
| 1.  | „OCEAN” | 5:27 |
| 2.  | „Konya tsuki no mieru oka ni” (jap. 今夜月の見える丘に)                                                                    | 4:12 |
| 3.  | „Ai no bakudan” (jap. 愛のバクダン)                                                                                        | 4:24 |
| 4.  | „ultra soul” | 3:44 |
| 5.  | „HOME” | 4:21 |
| 6.  | „Itsuka no Merry Christmass ~"Koisuru hanikami!” Version~” (jap. いつかのメリークリスマス ～｢恋するハニカミ!｣バージョン～) | 5:18 |
| 7.  | „Atsuki kodō no hate” (jap. 熱き鼓動の果て)                                                                                | 4:08 |
| 8.  | „Yasei no ENERGY” (jap. 野性のENERGY)                                                                                      | 4:40 |
| 9.  | „It’s Showtime!!” | 4:00 |
| 10. | „juice” | 4:03 |
| 11. | „May” | 4:21 |
| 12. | „Giri giri chop” (jap. ギリギリchop)                                                                                       | 4:01 |
| 13. | „RING” | 4:02 |
| 14. | „BANZAI” | 3:51 |
| 15. | „ARIGATO” | 5:05 |
| 16. | „GOLD” | 5:34 |

## Notowania
| Lista                                 | Pozycja |
| ------------------------------------- | ------- |
| Oricon Weekly Albums Chart            | 1       |
| Oricon Yearly Albums Chart (2005 rok) | 5       |